# Pięknoskórnik modry

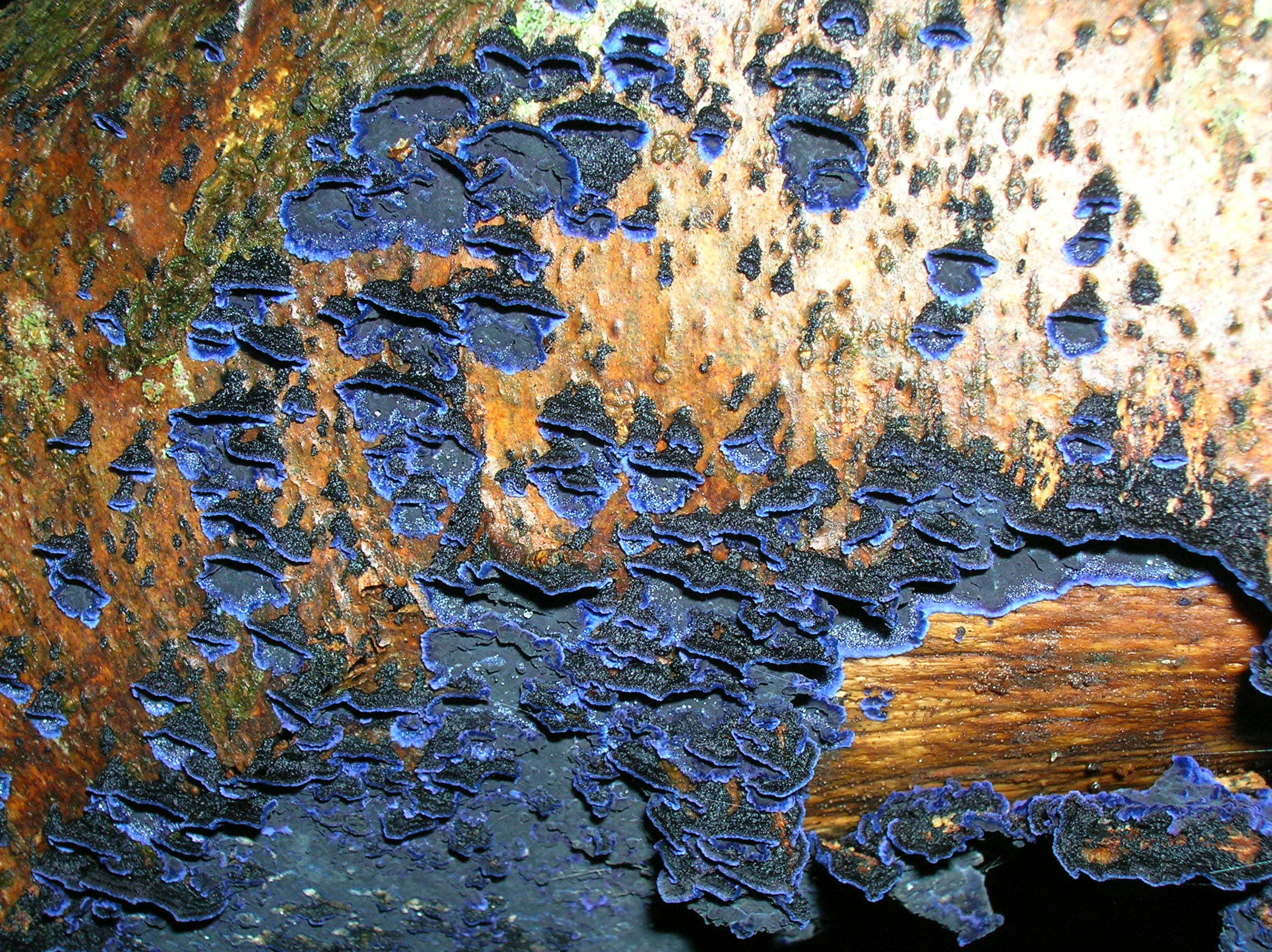

Pięknoskórnik modry (Terana coerulea (Lam.) Kuntze) – gatunek grzybów z rodziny korownicowatych (Phanerochaetaceae). Deutsche Gesellschaft für Mykologie uznało ten gatunek za „grzyba roku” („Pilz des Jahres”) 2009.

## Systematyka i nazewnictwo
Pozycja w klasyfikacji według Index Fungorum: Terana, Phanerochaetaceae, Polyporales, Incertae sedis, Agaricomycetes, Agaricomycotina, Basidiomycota, Fungi.
Po raz pierwszy takson ten zdiagnozował w 1779 r. Jean-Baptiste de Lamarck nadając mu nazwę Byssus coerulea. Obecną, uznaną przez Index Fungorum nazwę nadał mu w 1891 r. Otto Kuntze, przenosząc go do rodzaju Terana.
Synonimy naukowe:

- Athelia caerulea (Lam.) Chevall. 1826
- Athelia coerulea (Lam.) Chevall. 1826
- Auricularia phosphorea Sowerby 1815
- Byssus caerulea Lam. 1779
- Byssus phosphorea L. 1764
- Corticium caeruleum (Lam.) Fr. 1838
- Dematium violaceum Pers. [1801
- Pulcherricium caeruleum (Lam.) Parmasto 1968
- Thelephora caerulea (Lam.) Schrad. ex DC. 1805
- Thelephora coerulea (Lam.) Schrad. ex DC. 1805
- Thelephora indigo Schwein. 1822

Nazwę polską podał Władysław Wojewoda w 2003 r. W polskim piśmiennictwie mykologicznym gatunek ten opisywany był też jako nalotek modry, powłocznik modry i koralak błękitny.

## Morfologia
Wytwarza owocniki resupinatowe, czyli rozpostarte i ściśle przylegające do podłoża, z hymenium na wolnej powierzchni. Odznaczają się ciemnoniebieską barwą. Brzeg jest nieco uniesiony. Owocnik ma 2–6 mm grubości, jest ciemnoniebieski z jaśniejszym brzegiem. Ma woskowatą lub aksamitną w dotyku powierzchnię, gdy wyschnie jest kruchy i łamliwy. Zwykle wyrasta na martwym drewnie drzew liściastych, jesionów, wierzb, leszczyn. Wysyp jest biały. Zarodniki są elipsoidalne, gładkie, cienkościenne, bezbarwne lub jasnoniebieskie, o wymiarach 7–12 × 4–7  µm. Podstawki zawierają cztery zarodniki, są buławkowate, bezbarwne lub niebieskawe, o wymiarach 40–60 × 5–7 µm.

## Występowanie i siedlisko
Saprotrof. Występuje w ciepłym klimacie, opisywany był z Azji, Afryki, Nowej Zelandii, Ameryki Północnej, Wysp Kanaryjskich, Europy, Tajwanu, Tajlandii i Turcji. Obecnie w Polsce prawdopodobnie nie występuje (ostatnio notowany w 1933 z Poznania, umieszczony na Czerwonej liście z kategorią EX jako wymarły lub zaginiony.

## Biochemia
Wykazano, że barwnik odpowiedzialny za ciemnoniebieskie zabarwienie owocników Terana caerulea to polimer związków zbliżonych budową do kwasu teleforowego.
Grzyb eksponowany na działanie zewnętrznych czynników, takich jak wysoka temperatura (42° C), toksyczne opary rozpuszczalników lub roztwór toluenu wytwarza antybiotyk nazwany kortalkeronem (wodzian 2-hydroksy-6H-3-pirono-2-karboksyaldehydu), który hamuje wzrost Streptococcus pyogenes. Zbadano szlak biosyntezy tego związku, wychodzący od glukozy. Z T. caerulea wyizolowano związki o tzw. szkielecie benzobisbenzofuranoidowym, nazwane kortycynami A, B i C.